# Otto Kaiser (łyżwiarz figurowy)
Otto Kaiser (ur. 8 maja 1901, zm. 7 czerwca 1977) – austriacki łyżwiarz figurowy, startujący w parach sportowych. Wicemistrz olimpijski z Sankt Moritz (1928), mistrz świata (1929) oraz czterokrotny mistrz Austrii (1924, 1927–1929).

## Osiągnięcia

### Z Kast
| Zawody              | 1931           | 1933           |                |                |                |                |                |                |                |                |                |                |                |                |                |                |                |
| Międzynarodowe      | Międzynarodowe | Międzynarodowe | Międzynarodowe | Międzynarodowe | Międzynarodowe | Międzynarodowe | Międzynarodowe | Międzynarodowe | Międzynarodowe | Międzynarodowe | Międzynarodowe | Międzynarodowe | Międzynarodowe | Międzynarodowe | Międzynarodowe | Międzynarodowe | Międzynarodowe |
| ------------------- | -------------- | -------------- | -------------- | -------------- | -------------- | -------------- | -------------- | -------------- | -------------- | -------------- | -------------- | -------------- | -------------- | -------------- | -------------- | -------------- | -------------- |
| Mistrzostwa świata  | 8              |                |                |                |                |                |                |                |                |                |                |                |                |                |                |                |                |
| Krajowe             |                |                |                |                |                |                |                |                |                |                |                |                |                |                |                |                |                |
| Mistrzostwa Austrii |                | 3              |                |                |                |                |                |                |                |                |                |                |                |                |                |                |                |

### Z Scholz
| Zawody               | 1924           | 1925           | 1926           | 1927           | 1928           | 1929           |                |                |                |                |                |                |                |                |                |                |                |
| Międzynarodowe       | Międzynarodowe | Międzynarodowe | Międzynarodowe | Międzynarodowe | Międzynarodowe | Międzynarodowe | Międzynarodowe | Międzynarodowe | Międzynarodowe | Międzynarodowe | Międzynarodowe | Międzynarodowe | Międzynarodowe | Międzynarodowe | Międzynarodowe | Międzynarodowe | Międzynarodowe |
| -------------------- | -------------- | -------------- | -------------- | -------------- | -------------- | -------------- | -------------- | -------------- | -------------- | -------------- | -------------- | -------------- | -------------- | -------------- | -------------- | -------------- | -------------- |
| Igrzyska olimpijskie |                |                |                |                | 2              |                |                |                |                |                |                |                |                |                |                |                |                |
| Mistrzostwa świata   |                | 3              | 2              | 2              | 2              | 1              |                |                |                |                |                |                |                |                |                |                |                |
| Krajowe              |                |                |                |                |                |                |                |                |                |                |                |                |                |                |                |                |                |
| Mistrzostwa Austrii  | 1              |                |                | 1              | 1              | 1              |                |                |                |                |                |                |                |                |                |                |                |